# Thomas Johannes Lauritz Parr
Thomas Johannes Lauritz Parr (13 mai 1862 - 12 août 1935) est un enseignant et psychologue norvégien.

## Biographie
Thomas Parr naît à Drøbak, fils de l'armateur Hans Henry Parr et de Laura Jørgensen. Il épouse Helga Johanne Eide, fille du consul Ludolf Eide et sœur d'Egil Eide en mars 1897 à Bergen. Le couple a un fils, Albert Eide Parr, zoologiste et océanographe qui épouse une fille de Peder Hansen.
Parr termine la Kristiania Commerce School en 1877, puis il travaille dans un bureau pendant quatre ans. Il reprend ses études de 1882 à 1883, et passe l'examen artium. Il s'inscrit à l'Université Royal Frederick, et fait des études de théologie durant un an, puis de philologie, et il obtient son diplôme avec le cand.philol. en 1890. Il est embauché comme enseignant à l'école secondaire supérieure de Tanks en 1892 et à l'école de la cathédrale de Bergen en 1900. Il prend sa retraite pour des raisons de santé en 1929.
Il est un penseur pédagogique moderne pour son époque et écrit de manière prolifique dans Samtiden, Vor Ungdom et Skolebladet ainsi que dans le journal Bergens Tidende. Il se fait également connaître par un pamphlet en 1918, dans lequel il tente de contrer les idées de l'école polyvalente dont la création a été préparée par un comité spécial à cette époque. Il s'intéresse également à la morale et à la psychologie, et débat publiquement de ces sujets à partir des années 1890. De 1899 à 1900, il effectue un voyage d'étude en Allemagne. En 1912, il publie le livre Følelsesbetoningens intellektuelle egenverdi , qu'il développe dans une thèse de langue allemande, Der intellekuelle Eigenwert der Gefühlsbetonung en 1922, mais déjà en 1913, il soutient avec succès la thèse pour le doctorat. Il publie également des publications académiques en français et en anglais. Il est embauché comme chargé de cours à temps partiel au musée de Bergen et, à partir de 1917, il est membre de l'Académie norvégienne des sciences et des lettres.
Il meurt en août 1935 à Bergen.